# Allemagne, mère blafarde
Allemagne, mère blafarde (titre original : Deutschland, bleiche Mutter) est un film ouest-allemand réalisé par Helma Sanders-Brahms et sorti en 1980.

## Synopsis
La chronique d'un couple allemand entre 1938 et 1950. Hans est envoyé sur le front polonais et Lene accouche, seule, d'une fille, Anna. Exode, souffrances, ruines et lutte pour la survie dans l'Allemagne de la défaite et de la reconstruction. Hans survit à la guerre, mais Lene, atteinte de paralysie faciale, ne peut plus communiquer.

## Fiche technique
- Titre du film : Allemagne, mère blafarde
- Titre original : Deutschland, bleiche Mutter
- Réalisation, scénario : Helma Sanders-Brahms
- Assistants réalisation : Christa Ritter, Elfie Tillack
- Photographie : Jürgen Jürges - Eastmancolor
- Musique : Jürgen Knieper
- Montage : E. Tillack, Uta Periginelli
- Production : H. Sanders-Brahms, Westdeutscher Rundfunk, Literarisches Coloquium
- Durée : 117 minutes
- Langue : allemand
- Pays d'origine :  Allemagne de l'Ouest
- Sortie : février 1980 au Festival de Berlin ; 5 avril 1981 en France

## Distribution
- Eva Mattes : Lene
- Ernst Jacobi (de) : Hans
- Elisabeth Stepanek (de) : Hanne
- Angelika Thomas (de) : Lydia
- Rainer Friedrichsen : Ulrich
- Gisela Stein : Tante Ihmchen
- Fritz Lichtenhahn (de) : Oncle Bertrand
- Anna Sanders (la fille de Helma Sanders-Brahms) : Anna
- Helma Sanders-Brahms : la narratrice (voix off)

## Autour du film
- Sous un titre emprunté à un célèbre poème de Bertolt Brecht[1], le film d'Helma Sanders-Brahms est une chronique « en partie fondée sur les souvenirs que l'auteur a conservés de sa mère, durant l'époque nazie et l'immédiat après-guerre. De tous ses films, c'est celui dont le lyrisme est le mieux contenu et qui reflète le mieux les rapports entre l'histoire et une destinée individuelle. »[2].
- Une mise en scène d'une grande simplicité - Helma Sanders-Brahms a été formée à l'école du reportage - juxtapose des événements historiques exceptionnels et l'existence au quotidien d'une mère très ordinaire, celle de la narratrice. « C'est le choc entre ces deux modes d'appréhension de l'Histoire qui fait la force de ce film. [...] Autant qu'une condamnation du nazisme, Allemagne, mère blafarde est une invitation à réfléchir sur le rapport des petites gens à l'Histoire, et leurs possibilités de l'infléchir. »[3].